# جيانلوكا بيرتي
جيانلوكا بيرتي (بالإيطالية: Gianluca Berti)‏ هو لاعب كرة قدم إيطالي، ولد في 20 مايو 1967 في فلورنسا في إيطاليا. لعب مع أولبيا كالسيو 1905 وفيورنتينا ونادي أنكونا ونادي إمبولي ونادي بارما ونادي باليرمو ونادي بيزا ونادي تشيزينا ونادي تورينو ونادي جنوى ونادي رافينا ونادي روما ونادي ريجيانا 1919 ونادي سامبدوريا ونادي نوفارا.

## وصلات خارجية
- جيانلوكا بيرتي على موقع قاعدة بيانات كرة القدم.إي يو (الإنجليزية)
- جيانلوكا بيرتي على موقع عالم كرة القدم.نت (الإنجليزية)